# 千葉市立小中台小学校
千葉市立小中台小学校（ちばしりつ こなかだいしょうがっこう）は、千葉県千葉市稲毛区小仲台六丁目に所在する公立小学校。
稲毛区の中心部にあり、生徒数は800人を超える。

## 歴史
- 1965年4月 - 千葉市立園生小学校より、分離して開校。

## 学区
園生町（園生小学区・あやめ台小学区・草野小学区・柏台小学区・千草台小学区・宮野木小学区以外の地域）・小仲台（園生小学区・稲丘小学区・弥生小学区・小中台南小学区以外の地域）

## 備考
学校前のバス停の名称は「小仲台小学校」と誤った物になっている。
部活動は無い。校舎は3階建てで本館、東館がある。

## 交通
JR東日本稲毛駅から徒歩約10分

## 周辺施設
- 千葉市立小中台中学校